# Święte (Basse-Silésie)
Pour les articles homonymes, voir Święte.
Święte est une localité polonaise de la gmina et du powiat de Środa Śląska en voïvodie de Basse-Silésie.